# Ingvar Haraldson
Ingvar Alexander Haraldson, född 21 februari 1918 i Stockholm, död 5 januari 1975, var en svensk målare och tecknare.
Han var son till Harald Haraldson och Emy Jacobsson samt från 1947 gift med Signe Alice Lindblom. Han studerade konst vid Otte Skölds målarskola 1938 och i Danmark 1946-1947. Tillsammans med Gunnar Sundberg ställde han ut i Stockholm och separat ställde han ut i Östersund 1948. Han medverkade i HSB-utställningen i Stockholm och Nationalmuseums utställning Unga tecknare 1946 samt i Folkskoledirektionens vandringsutställningar. Hans konst består av stilleben, landskap, figur- och porträttskildringar.